# Direktiva 67/548/EEC
Direktiva o opasnim supstancama (sa izmenama i dopunama) bio je jedan od glavnih zakona Evropske unije koji se tiče hemijske bezbednosti, sve do njegove potpune zamene novom uredbom CLP Regulativa (2008), počevši od 2016. Napravljena je prema članu 100 (čl. 94 u konsolidovanoj verziji) Rimskog ugovora. Po dogovoru, on je takođe primenjiv u EEA, i usklađenost sa direktivom obezbeđuje usklađenost sa relevantnim švajcarskim zakonima. Direktiva je prestala da važi 31. maja 2015. godine i stavljena je van snage Uredbom (EC) br. 1272/2008 Evropskog parlamenta i Saveta od 16. decembra 2008. o klasifikaciji, obeležavanju i pakovanju supstanci i smeša, izmenama i dopunama i ukidanjem direktiva. 67/548/EEC i 1999/45/EC, i o izmenama i dopunama Uredbe (EZ) br. 1907/2006.

## Spoljašnje veze
- Regulation (EC) No 1272/2008 of the European Parliament and of the Council of 16 December 2008, on classification, labelling and packaging of substances and mixtures.  (Includes (Annex 1) Classification and Labelling requirements for hazardous substances and mixtures).